# غايلورد دوبويس
غايلورد دوبويس (بالإنجليزية: Gaylord DuBois)‏ (24 أغسطس 1899 في الولايات المتحدة - 20 أكتوبر 1993، أورنج سيتي في الولايات المتحدة)؛ شاعر وروائي أمريكي.